# Optický kanál
Optický kanál (lat. canalis opticus) též zrakový kanál je komunikace mezi lebeční dutinou (cavum cranii) a očnicí v malých křídlech klínové kosti (alae minores ossis sphenoidalis). Prochází jím zrakový nerv (n. opticus) a tepna a. ophtalmica.